# جون جاي باورز
جون جاي باورز (بالإنجليزية: John J. Powers)‏ هو عالم أمريكي، ولد في 2 فبراير 1918 في بيتسفيلد في الولايات المتحدة، وتوفي في 23 ديسمبر 2014 في أثينا في الولايات المتحدة.